# Herniaria incana
Herniaria incana là loài thực vật có hoa thuộc họ Cẩm chướng. Loài này được Lam. mô tả khoa học đầu tiên năm 1789.